# Peer de Plintkabouter
Peer de Plintkabouter is een Nederlandse stripreeks die begonnen is in 1993 met Marq van Broekhoven als schrijver en tekenaar. De strip werd voorgepubliceerd in Sjosji, Striparazzi, Metro, Myx, de Telegraaf en Jump.

## Albums
Alle albums zijn getekend en geschreven door Marq van Broekhoven en uitgegeven door Silvester (1,2,3 en buiten de reeks 1), Lekker Dwars (buiten de reeks 2), Strip2000 (4), Syndikaat (5) en Reboot (6)
| Nummer            | Titel                              |
| ----------------- | ---------------------------------- |
| 1                 | Peer de Plintkabouter heeft ballen |
| 2                 | In de ban van het ringetje         |
| 3                 | Een tevreden roker                 |
| 4                 | Een toffe Peer!                    |
| 5                 | De tydfout                         |
| 6                 | Achter de plint                    |
| buiten de reeks 1 | 1½                                 |
| buiten de reeks 2 | Op de kabel                        |